# Lightning Jack
Lightning Jack (Brasil: Rapidinho no Gatilho / Portugal: Jack, o Relâmpago) é um filme de comédia de faroeste de 1994 escrito e estrelado por Paul Hogan, bem como Cuba Gooding Jr. e Beverly D'Angelo.

## Sinopse
Paul Hogan interpreta Lightning Jack Kane, um bandido australiano com Hipermetropia no interior americano, com seu cavalo, Mate. Depois que o resto da quadrilha dos Irmãos Younger é eliminada, ele é o único sobrevivente em um roubo, Jack sobrevive apenas ler sobre os eventos no jornal que ele não era nada ao lado de outros. Irritado por não ter sido reconhecido como um criminoso, Jack tenta um assalto por si mesmo, e acaba levando jovem mudez Ben Doyle (Cuba Gooding Jr.) como refém. Mais tarde, ele descobre que, cansado de nunca ter sido tratado com o respeito devido à sua deficiência, Ben quer se juntar a ele.
Jack tenta ensinar Ben como disparar uma arma e roubar bancos, com a sua primeira tentativa de treinamento "no local de trabalho" terminando com Ben dando um tiro no próprio pé. Em todo o decorrer do treinamento, eles pagam visitas ocasionais a bares onde Jack mostra Ben a verdade sobre a vida adulta, inclusive ajudando-o a perder a sua virgindade. No entanto, a verdadeira natureza das visitas saloon é para Jack fazer contato com showgirl Lana Castel (Beverly D'Angelo), que, sem o conhecimento de Jack, é loucamente apaixonada por ele.
Quando o treinamento de Ben estiver concluída, os dois aprendem sobre um banco que se diz ser o mais difícil no país para roubar, toda a cidade está armada e pronta para protegê-lo. Jack vê isso como o teste que ele estava esperando, e juntos eles criam um plano para roubá-lo. Tudo parece estar indo bem e que estão definidas para começar, até que Jack descobre que uma gangue rival de bandidos também está planejando roubar o banco. Ele está preparado para desistir quando Ben tem um plano próprio.
Ben fornece dicas silenciosamente para os habitantes da cidade, que rapidamente enxameiam o banco com os bandidos rivais dentro. A quadrilha é presa e toda a cidade comemora, permitindo que Jack e Ben deslizar despercebido no banco e rapidamente tira-lo limpo. Antes de sair, Jack salta para as celebrações, garantindo que o seu rosto sorridente é visto no topo da foto da cidade. Até o momento o verdadeiro roubo é descoberto, os dois - e Lana - se foram, com uma recompensa de milhares em suas cabeças e toda a América à procura deles - a vida que Jack sempre quis.

## Produção
Paul Hogan queria fazer um faroeste clássico e ele foi atraído para a ideia de fazer um filme sobre um ladrão de banco.
Hogan criou uma empresa, Lightning Ridge Ltd, que ele então flutuou sobre o Australian Stock Exchange para ajudar a financiar o filme através de investidores que compraram as ações. Hogan conseguiu recursos desta forma, a fim de manter o controle criativo sobre o filme. A empresa foi retirada em 2001.
As filmagens ocorreram em Santa Fé, Novo México; Tucson e Page, Arizona; e Moah, Utah, com alguns interiores gravados em Movie World Studios na Gold Coast, na Austrália. Diretor Simon Wincer disse que fazer o filme foi um pesadelo logístico, porque havia tantos outros westerns filmando nos mesmos locais, ao mesmo tempo, como Wyatt Earp, Geronimo, City Slickers 2 e Tombstone.
Jogador Roger Clemens do Major League Baseball tem uma breve participação creditada como o bandido de olho remendado "Dutch Spencer".

## Bilheteria
Lightning Jack arrecadou SEK 42350.10 na bilheteria na Austrália. O filme alcançou o top 10 nos EUA e arrecadou menos de $17 milhões.